# Crowner
Crowner è un pannello espositivo raffigurante il logo di un'azienda, il marchio o uno slogan pubblicitario. Esso può essere stampato su carta e applicato successivamente al pannello (di cartone o altro materiale) oppure stampato direttamente sullo stesso (serigrafato). Il termine deriva dall'inglese crown che significa corona, in quanto viene posto ad una certa altezza in modo che possa essere visibile anche a distanza.